# Egmont zur Lippe-Weissenfeld
Egmont zur Lippe-Weißenfeld, formalmente conhecido por Egmont Prinz zur Lippe-Weißenfeld (Príncipe (Prinz) é um título nobiliárquico) (14 de Julho de 1918 – 12 de Março de 1944) foi um piloto da Luftwaffe e um ás da aviação dos combates nocturnos, creditado com 51 aeronaves inimigas abatidas todas em missões nocturnas.
Prinz zur Lippe-Weißenfeld, que tinha sangue real pertencendo a um ramo dos Lippe-Weissenfeld, nasceu a 14 de Julho de 1918 em Salzburg, na Austria, e juntou-se à infantaria do exército austríaco em 1936. Foi transferido para a Luftwaffe, inicialmente servindo como piloto de reconhecimento antes de ser transferido para a força de combate nocturno. Teve a sua primeira vitória na noite de 16 para 17 de Novembro de 1940.
No final de Março de 1941, já havia acumulado 21 vitórias aéreas, sendo agraciado com a Cruz de Cavaleiro da Cruz de Ferro a 16 de Abril de 1942. Recebeu posteriormente a Cruz de Cavaleiro da Cruz de Ferro com Folhas de Carvalho e Espadas a 2 de Agosto de 1943 pelas 45 vitórias. Foi promovido a Major e foi-lhe atribuído o comando da Nachtjagdgeschwader 5 (NJG 5) em Janeiro de 1944, antes de morrer num acidente juntamente com a sua equipa, a 12 de Março de 1944.